# Oswald Gracias
Oswald Gracias (Mahim, Bombay, 24 de diciembre de 1944) es un cardenal de la India y Arzobispo de Bombay. 

## Formación
Tiene un doctorado en Derecho Canónico por la Pontificia Universidad Urbaniana y un diploma en jurisprudencia por la Pontificia Universidad Gregoriana.

## Sacerdocio
Fue ordenado sacerdote el 20 de diciembre de 1970, por el Cardenal Valerian Gracias, Arzobispo de Bombay.

## Episcopado

### Obispo Auxiliar de Bombay
El 28 de junio de 1997, el Papa Juan Pablo II lo nombró Obispo titular de Bladia y Obispo Auxiliar de la Arquidiócesis de Bombay.
El 16 de septiembre siguiente, recibió la Consagración Episcopal, de manos del Cardenal Ivan Dias, con los Obispos Ferdinand Fonseca y Bosco Penha, sirviendo como co-consagrantes.

### Arzobispo de Agra
El 7 de septiembre de 2000, el Papa Juan Pablo II lo nombró IX Arzobispo Metropolitano de la Arquidiócesis de Agra.

### Arzobispo de Bombay
El 14 de octubre de 2006, el Papa Benedicto XVI lo nombró X Arzobispo Metropolitano de la Arquidiócesis de Bombay.

## Cardenalato
En el Consistorio del 24 de noviembre de 2007 fue creado Cardenal por el papa Benedicto XVI. Es el actual Presidente de la Conferencia de Obispos Católicos de la India desde el 2005.
Fue presidente de la Sociedad de Derecho Canónico de la India, de la que es actualmente patrono.
Pertenece a las Congregaciones para el Culto Divino y la Disciplina de los Sacramentos, para la Educación Católica; a los Consejos Pontificios para los Textos Legislativos y para las Comunicaciones Sociales.
En 2013 promovió la campaña 37 millones de luces en contra de la violencia hacia las mujeres (37 Million Diyas Campaign).
Participó en el Cónclave de 2013 en que fue elegido el papa Francisco.
El 26 de mayo de 2020 fue nombrado miembro del Pontificio Consejo para los Textos Legislativos ad triennium.
El 26 de mayo de 2023 fue confirmado como miembro del Dicasterio para los Textos Legislativos usque ad octogesimum annum aetatis.

### Consejo de Cardenales
Fue uno de los ocho cardenales elegidos por el papa Francisco para conformar el Consejo de Cardenales que busca ayudar en el gobierno de la Iglesia y reformar la Curia romana.
El 13 de octubre de 2020 fue confirmado como miembro del Consejo de Cardenales para ayudar al Santo Padre en el gobierno de la Iglesia universal y para estudiar un proyecto de revisión de la constitución apostólica Pastor bonus sobre la Curia Romana ad aliud quinquennium.
El 7 de marzo de 2023 fue confirmado como miembro del Consejo de Cardenales, usque ad octogesimum annum aetatis.